# Arimi Matsuno
Arimi Matsuno (松野有里巳, Matsuno Arimi, née le 13 février 1973 à Tokyo, Japon) est une chanteuse et idole japonaise des années 1990, qui débute en 1989 en tant que membre du groupe pop féminin ribbon, avec lequel elle sort une dizaine d'albums. Après sa séparation en 1994, elle chante avec le groupe japonais les 5-4-3-2-1, en modifiant l'écriture de son prénom 松野アリミ (Matsuno Arimi), et sort plusieurs disques avec le groupe en 1996. Elle se marie en 1998 avec le musicien Gō Takahashi.

## Discographie
Participations (albums)
- 1994/??/?? : 1979 OST (chante sur 3 titres)
- 1994/11/18 : Season's Groovin' (chante sur 3 titres)

Avec les 5-4-3-2-1
- 1995/11/21 : PRE-POP (mini-album)
- 1996/02/21 : 真夜中を突っ走 (single)
- 1996/02/21 : 12x2 (album)
- 1996/10/19 : 1973 (album)

## Liens
- (ja) Blog officiel personnel
- (ja) Blog officiel du couple
- (ja) Ancien blog officiel

- (ja) Discographie sur un site de fan